# Jasoň
Jasoň (Parnassius) je rod motýlů. Po celém světě se v současné době[kdy?] vyskytuje asi šedesát druhů motýlů, které do něj spadají.
Na území České republiky je zaznamenán výskyt dvou z nich, totiž jasoně červenookého (Parnassius apollo, Linné, 1758) a jasoně dymnivkového (Parnassius mnemosyne, Linné, 1758).

## Galerie

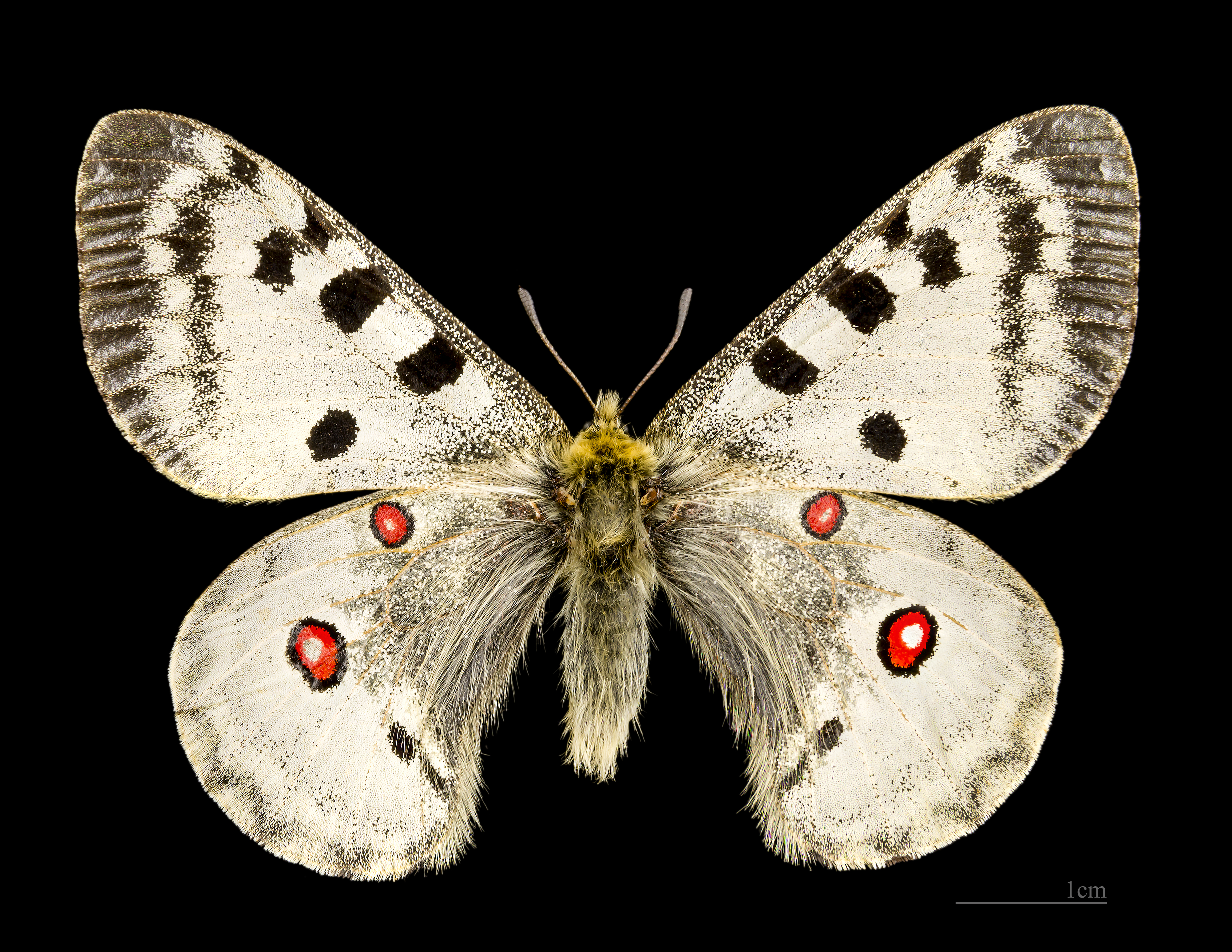
Parnassius apollo
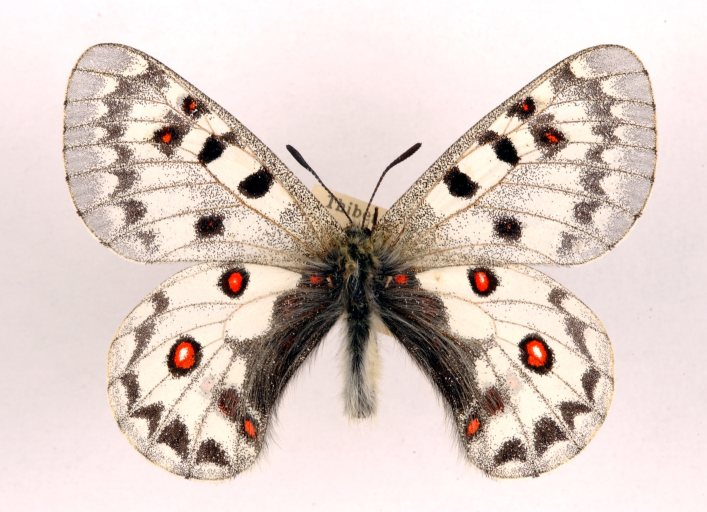
Parnassius jacquemontii
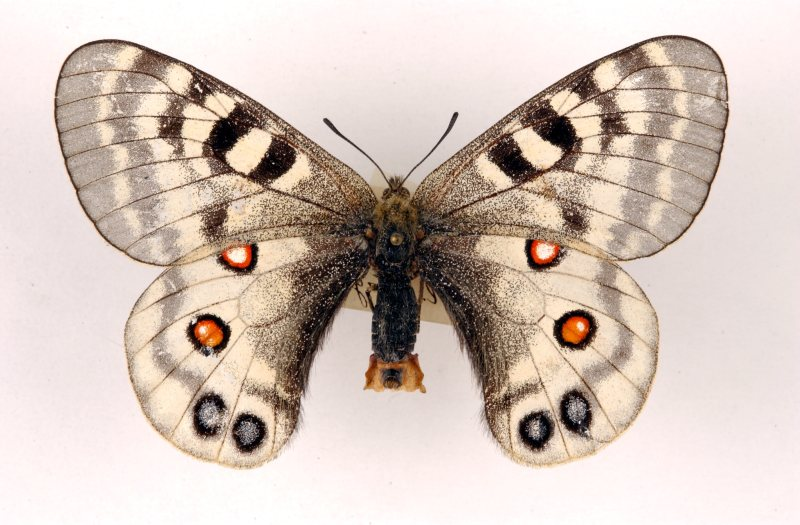
Parnassius imperator
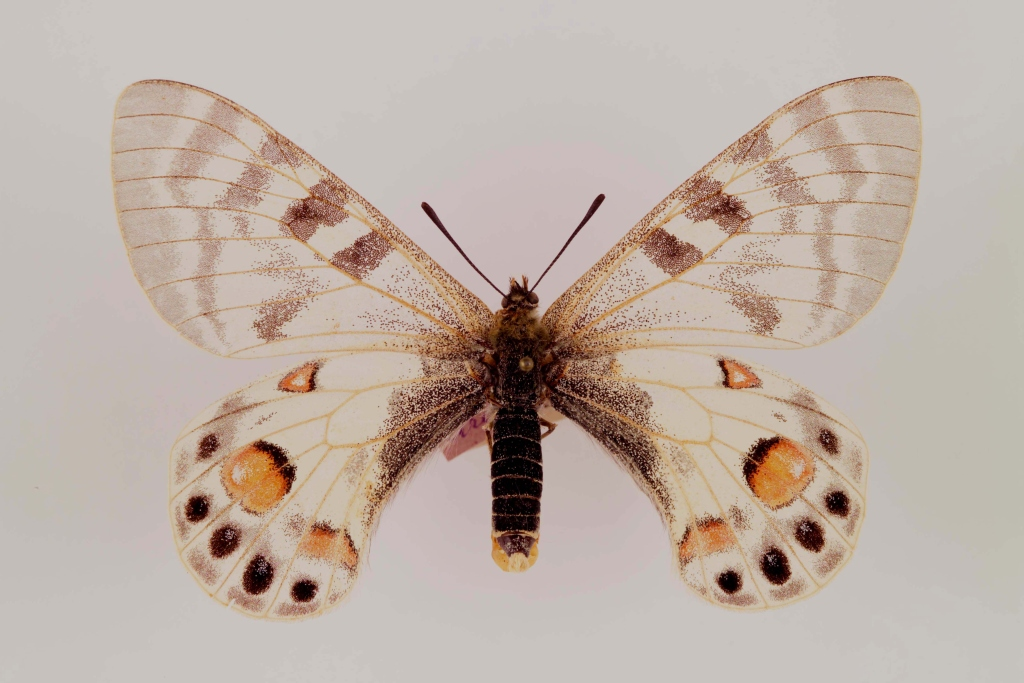
Parnassius charltonius female
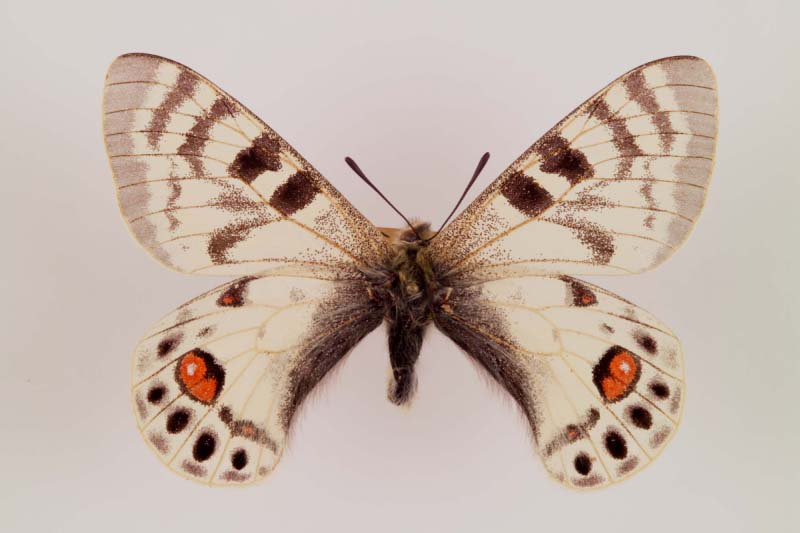
Parnassius charltonius
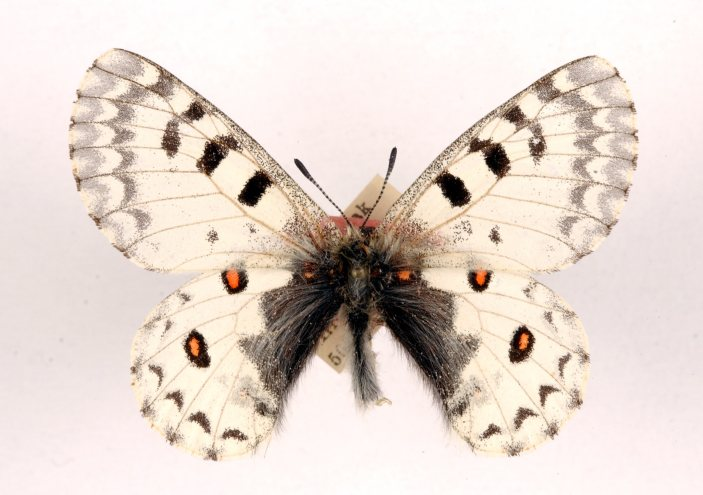
Parnassius epaphus
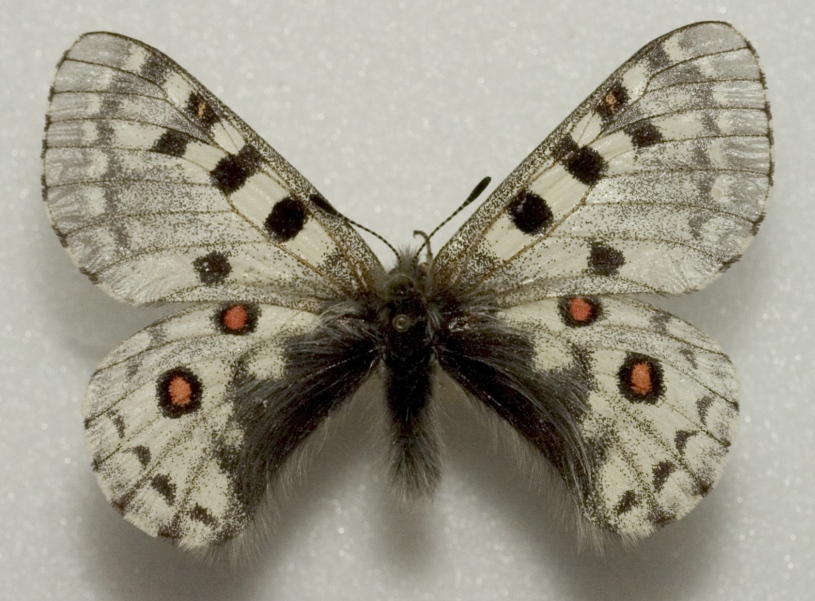
Parnassius epaphus abruptus
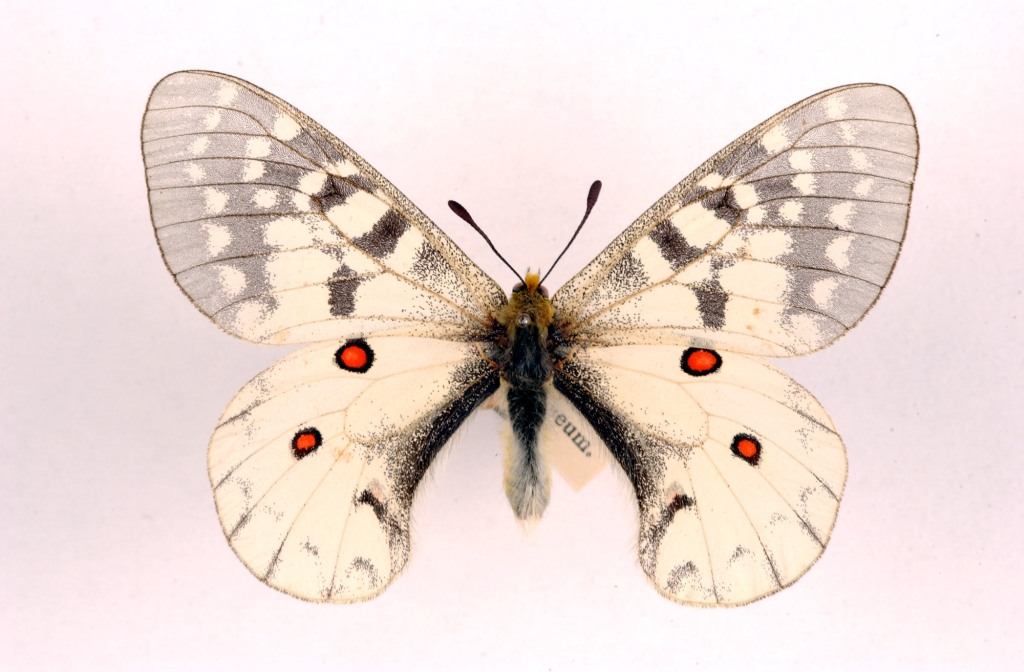
Parnassius clodius
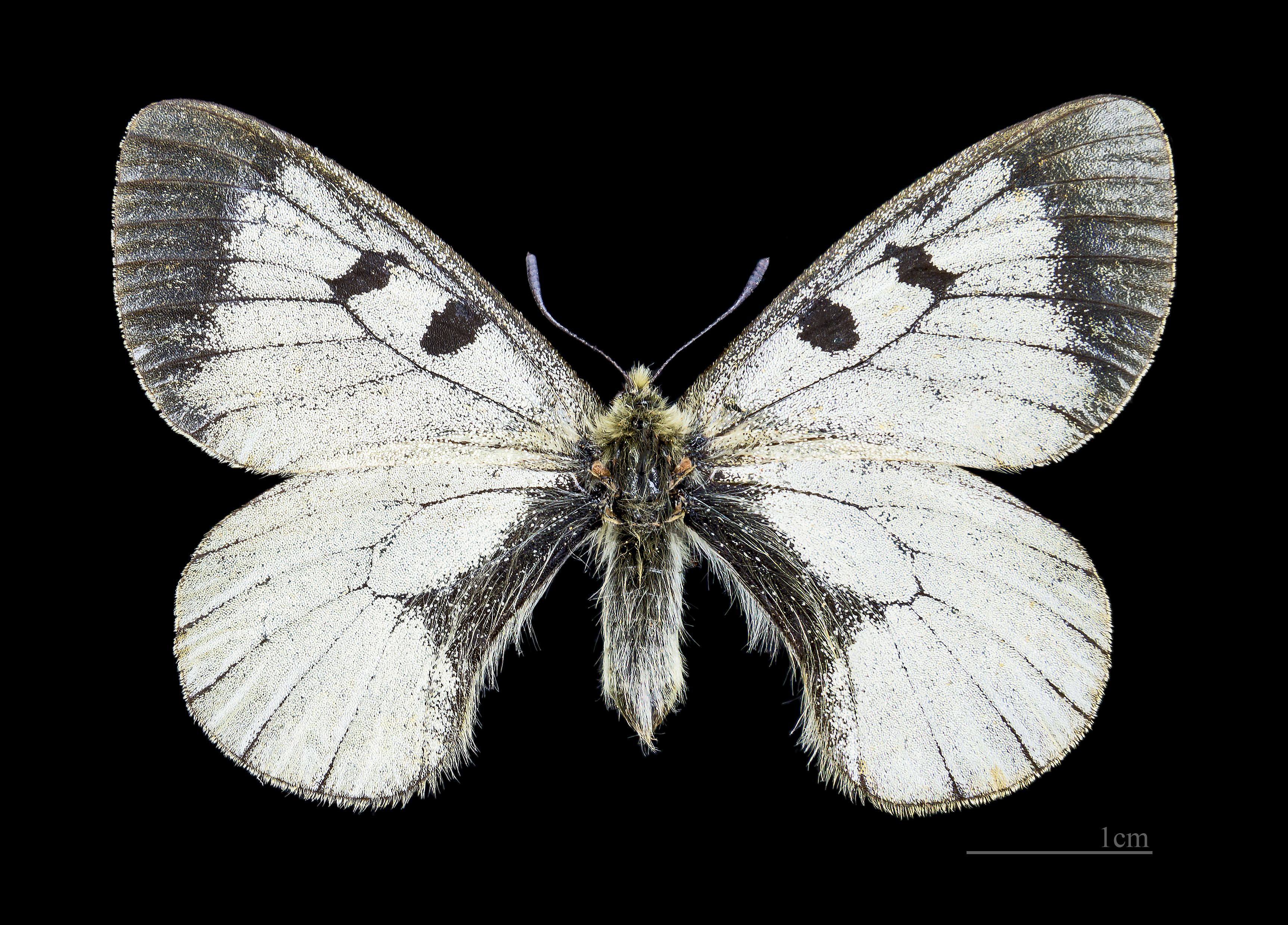
Parnassius mnemosyne
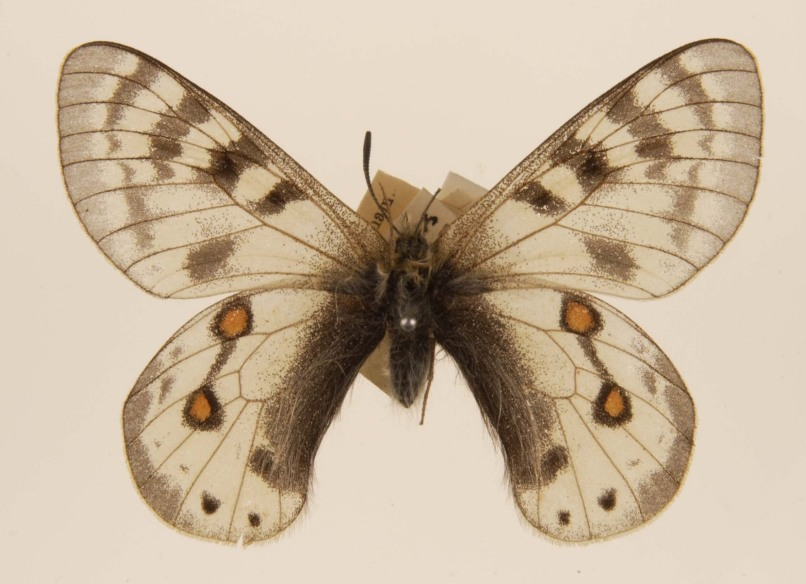
Parnassius hunza
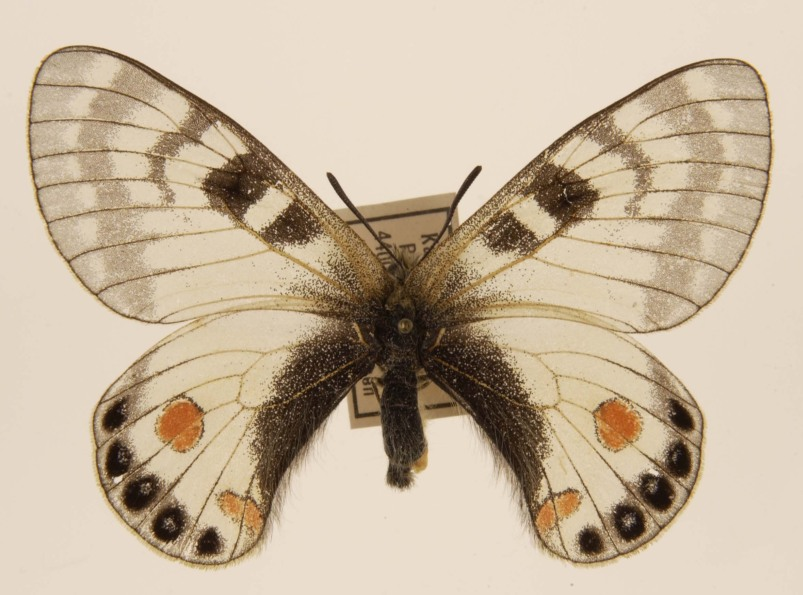
Parnassius stoliczkanus nicevilli
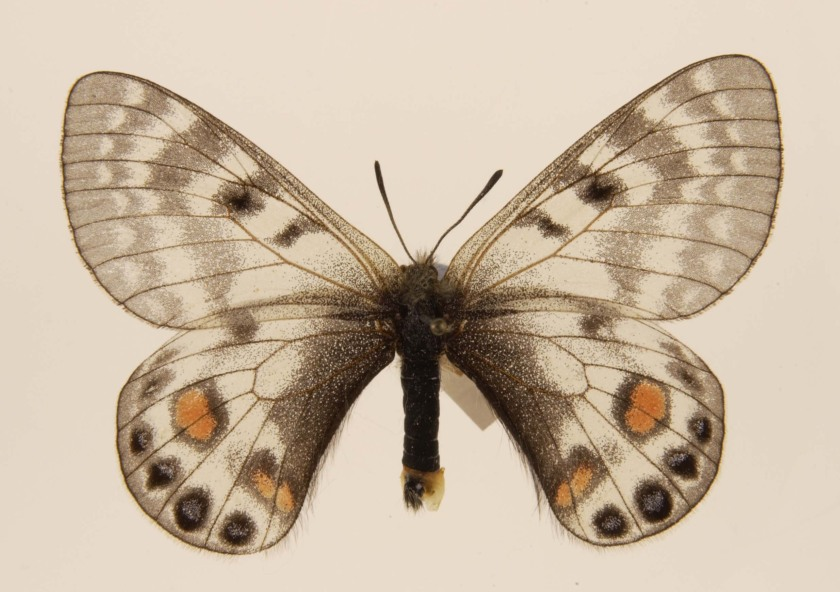
Parnassius stoliczkanus atkinsonii
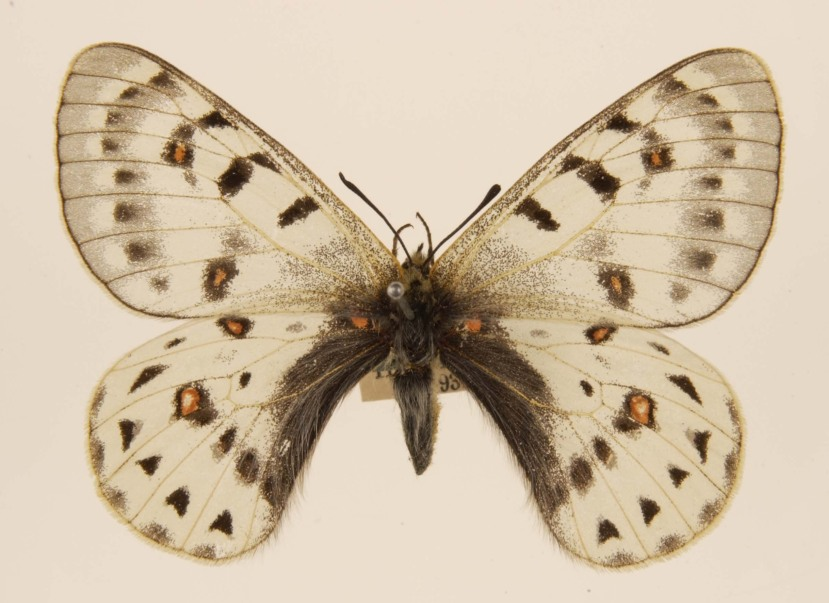
Parnassius tenedius
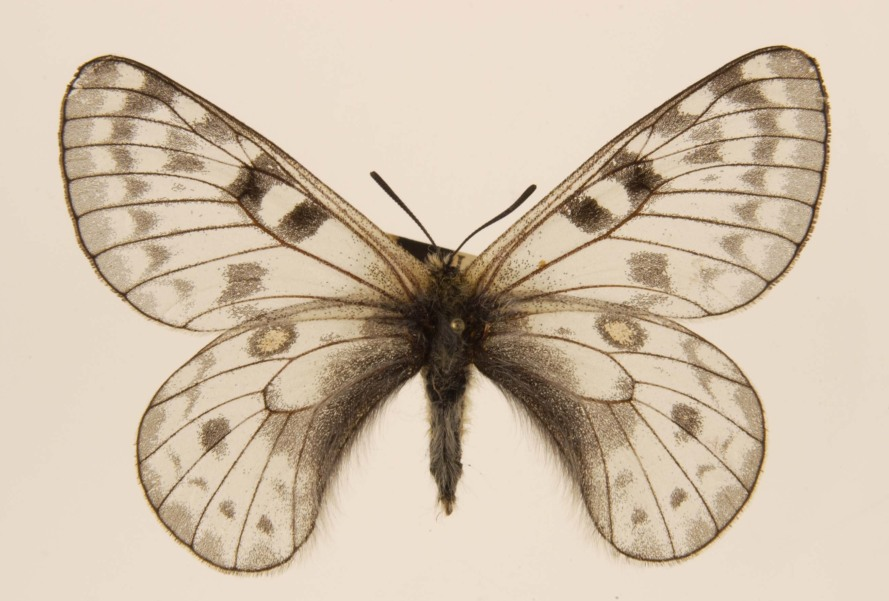
Parnassius maharaja
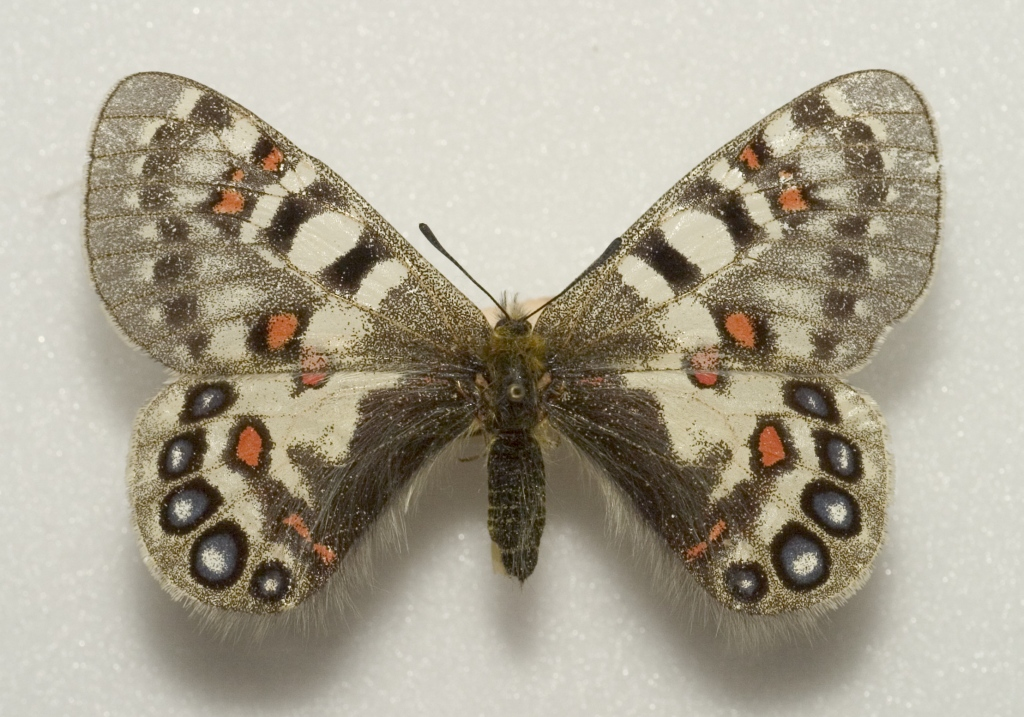
Parnassius hardwickii
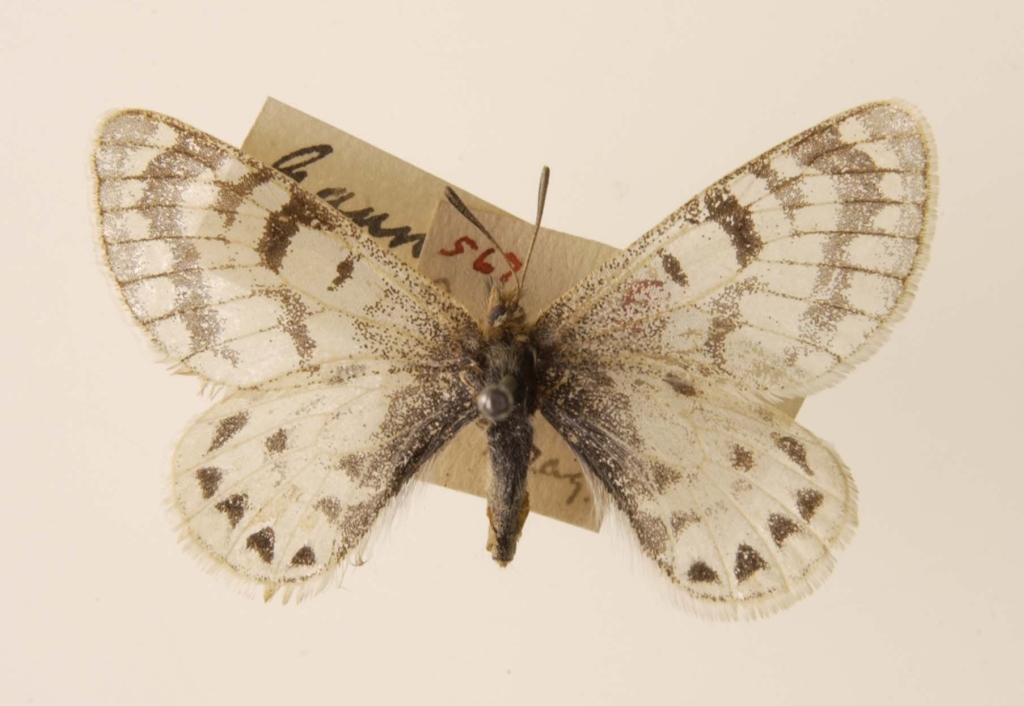
Parnassius hannyngtoni
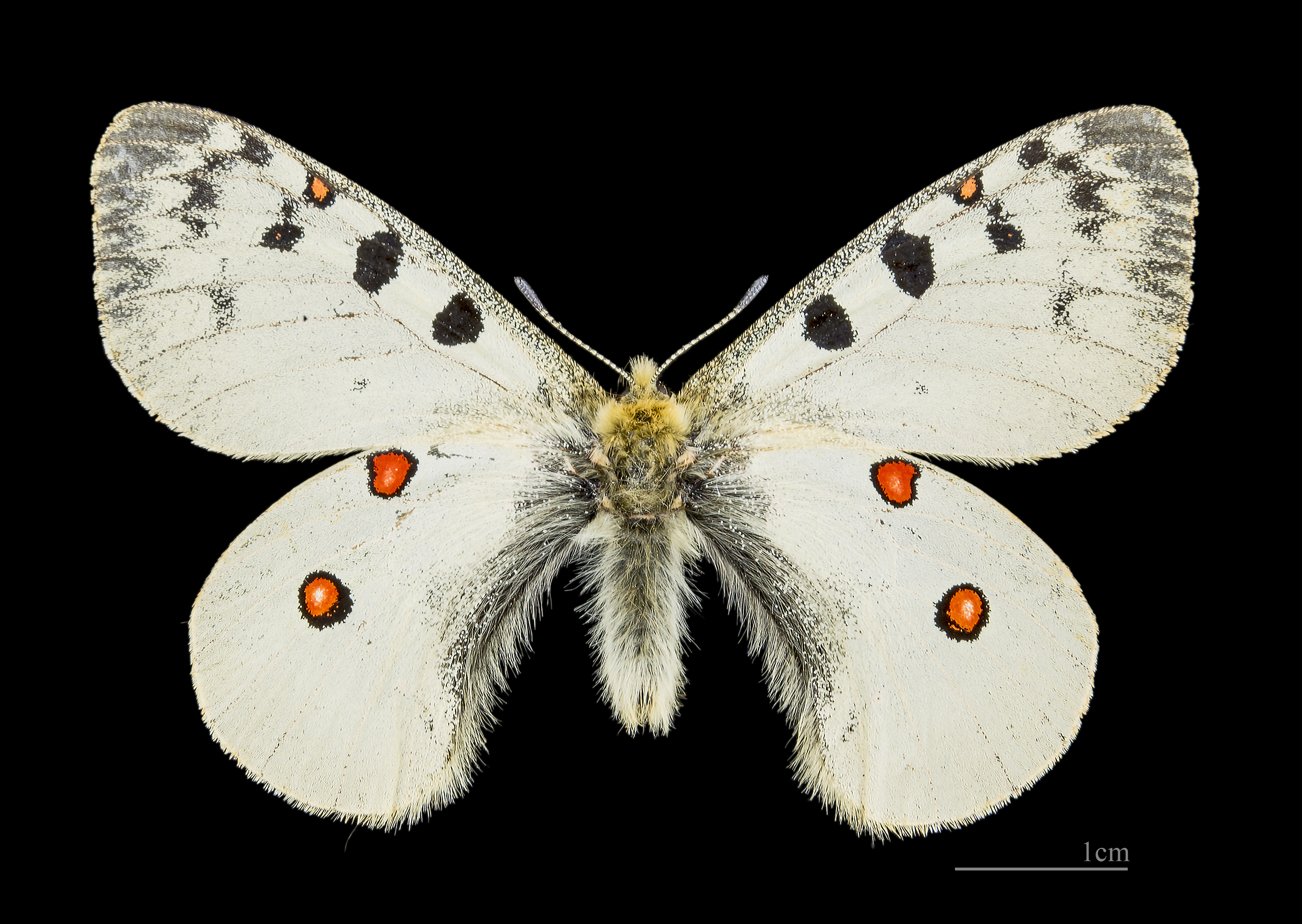
Parnassius phoebus
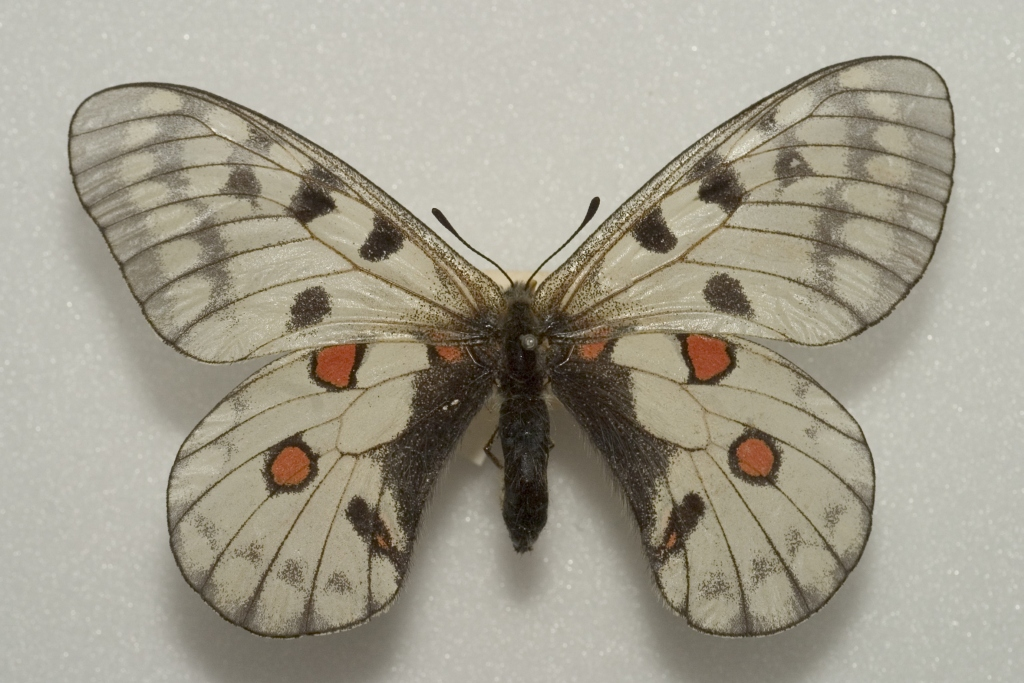
Parnassius bremeri
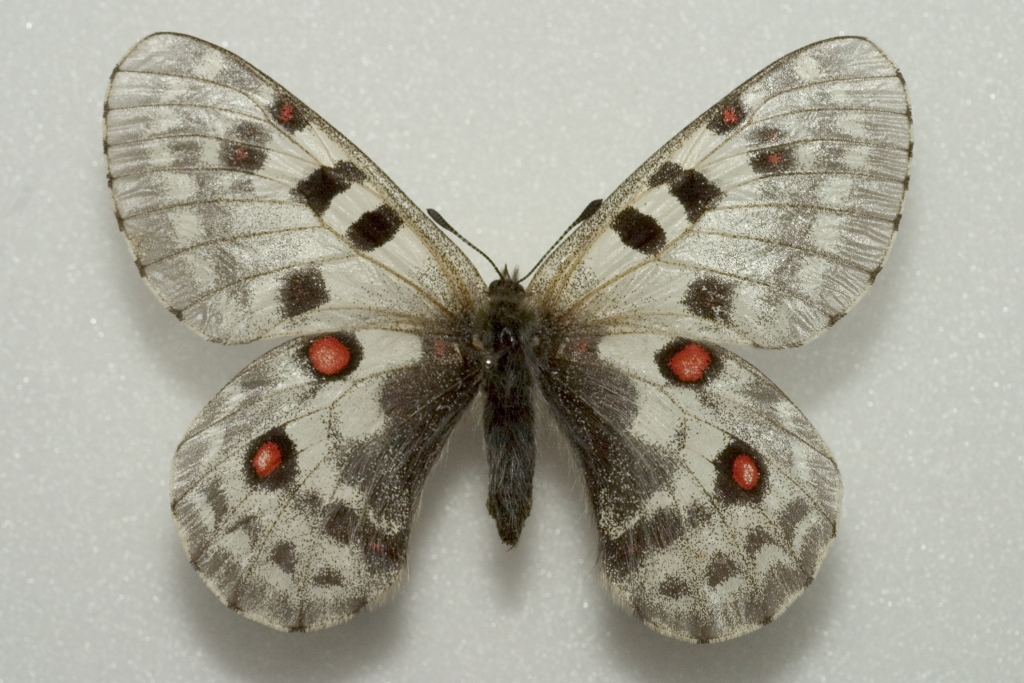
Parnassius actius
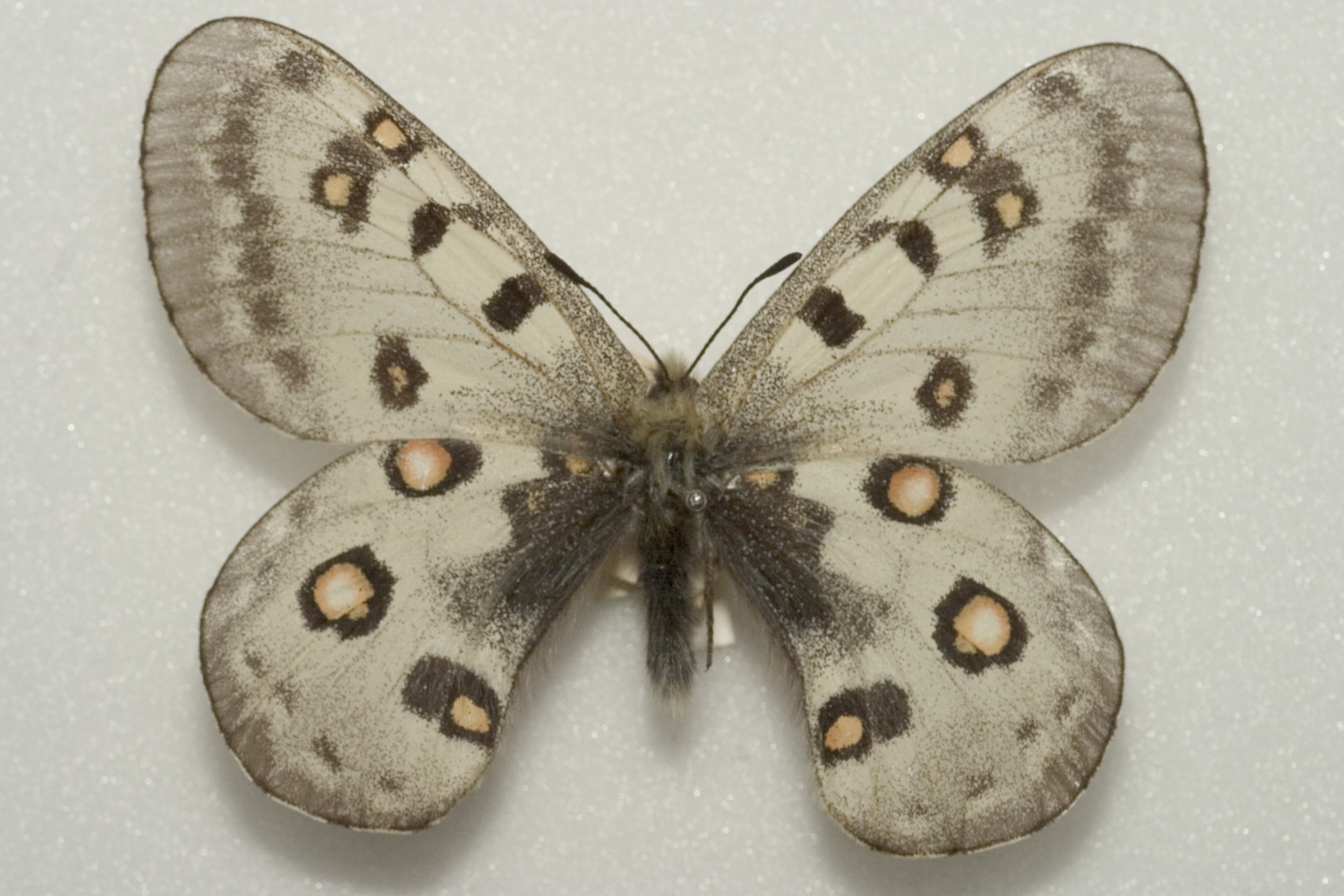
Parnassius honrathi
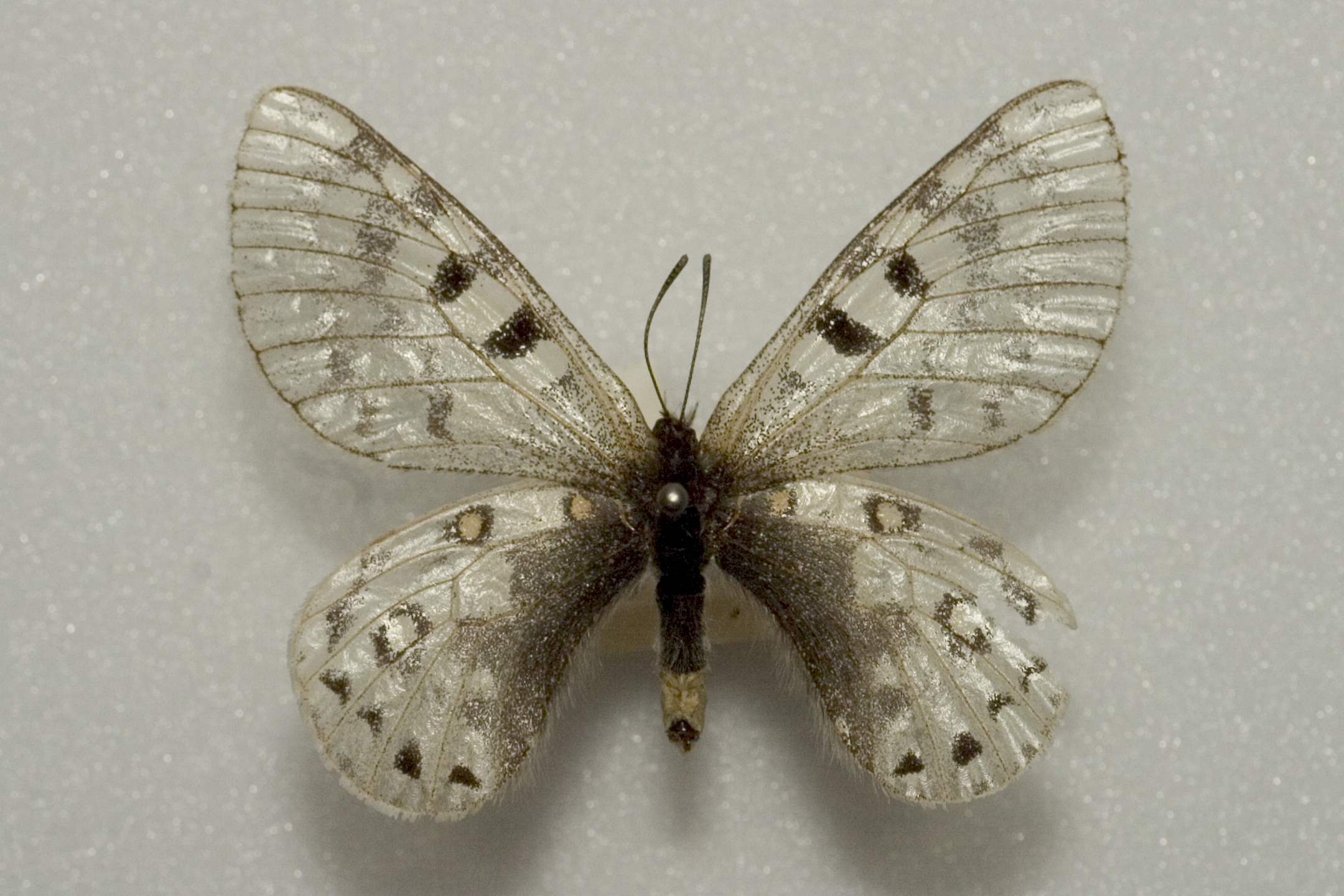
Parnassius acco
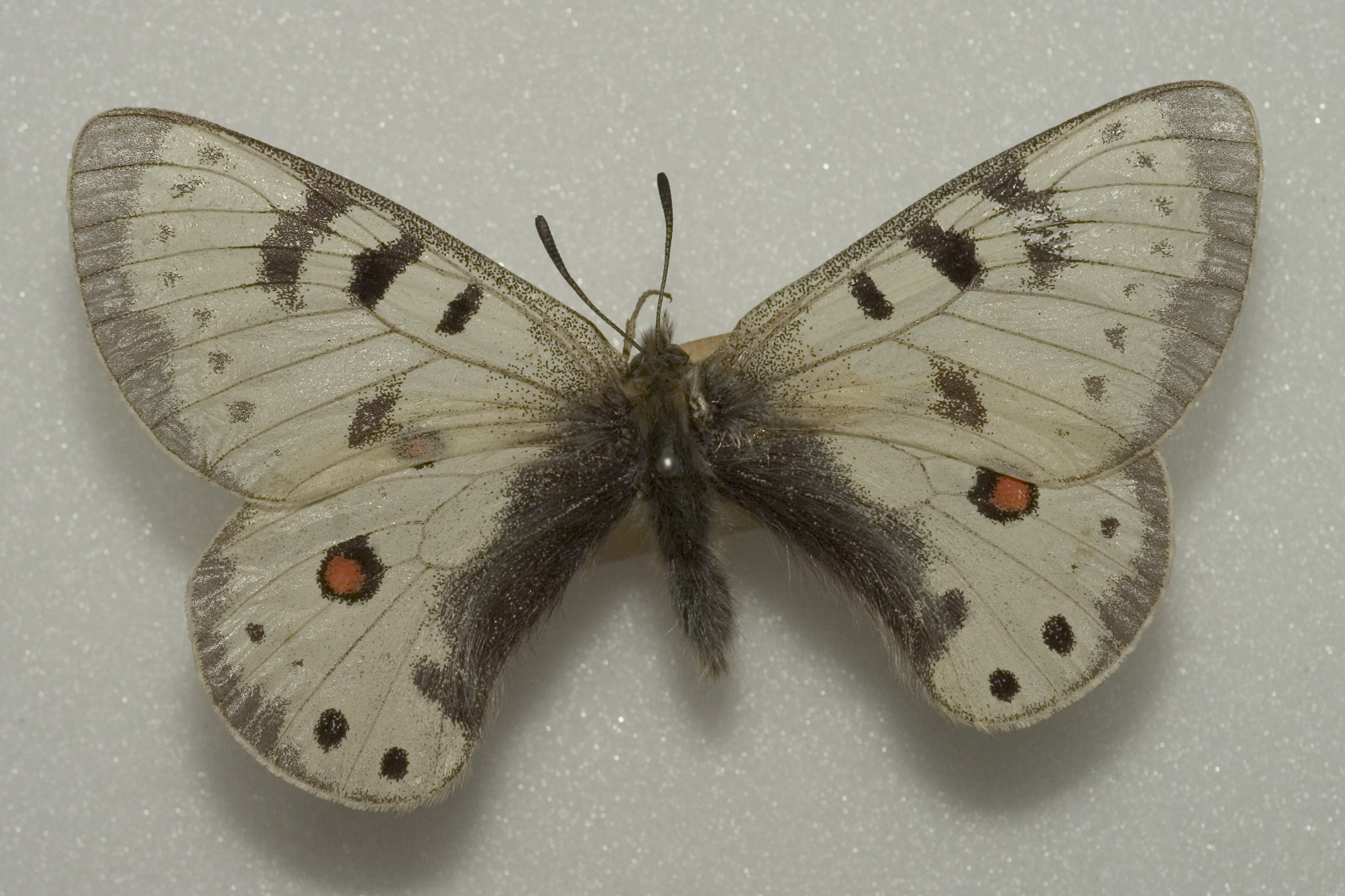
Parnassius nordmanni
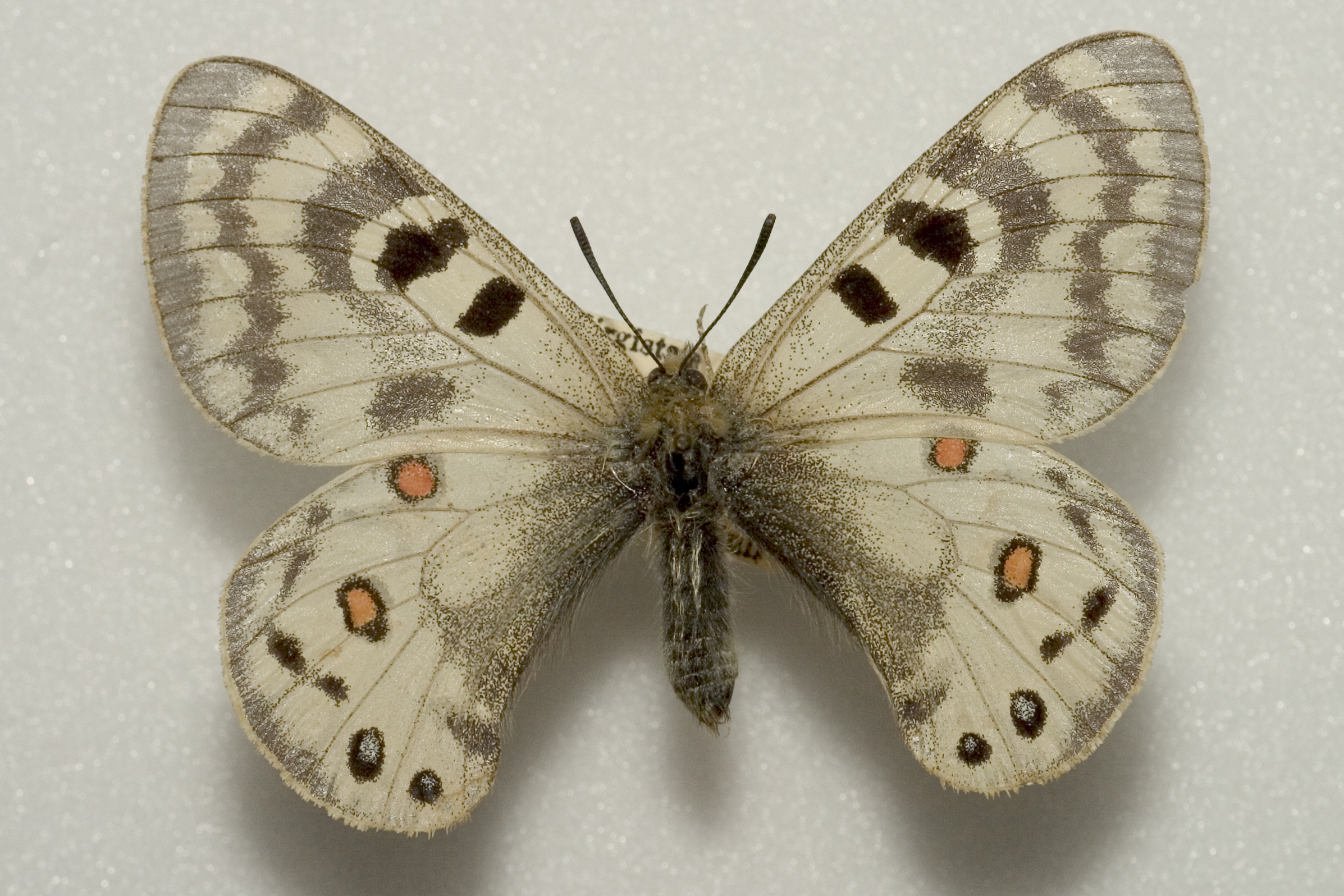
Parnassius delphius maximinus
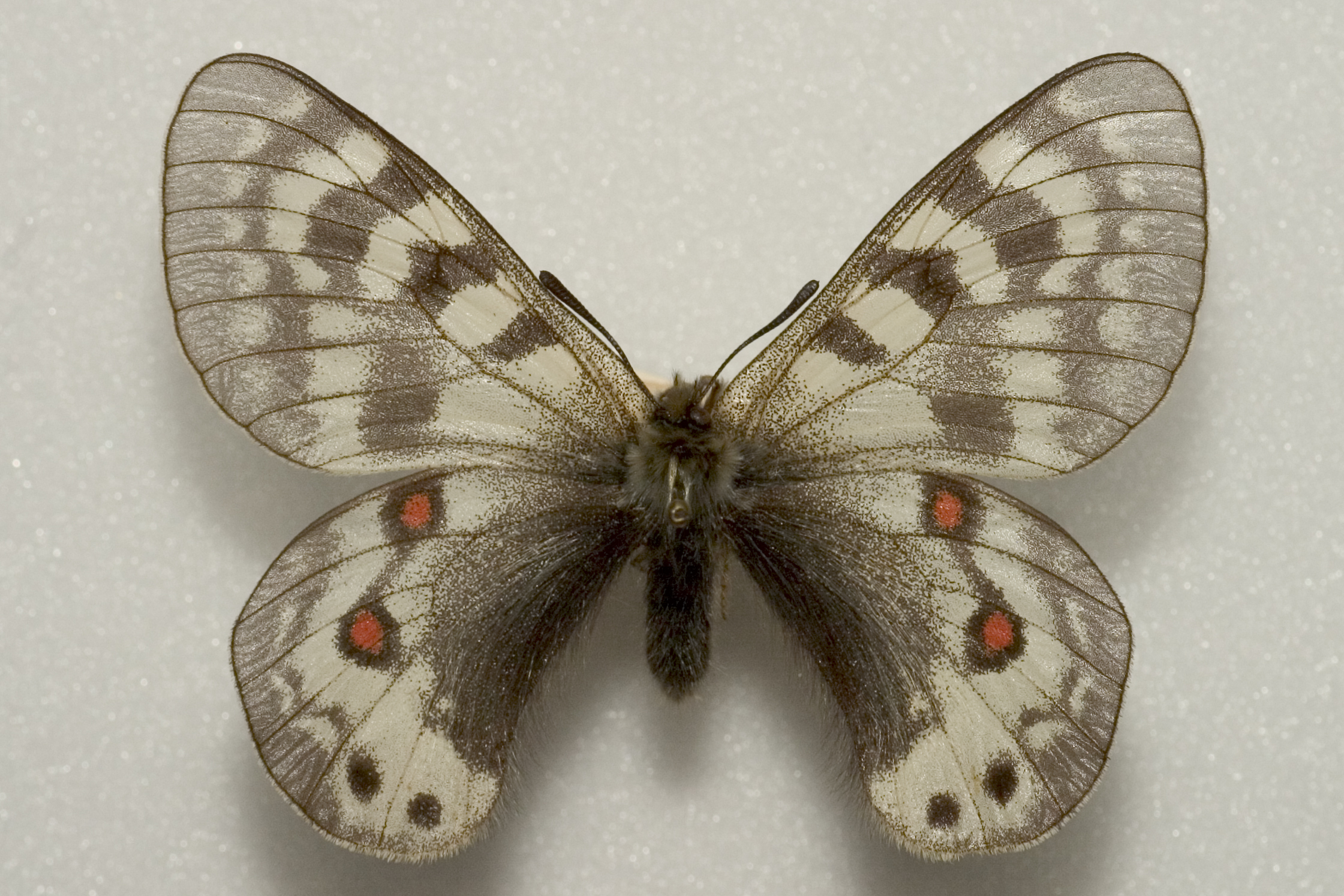
Parnassius delphius infernalis
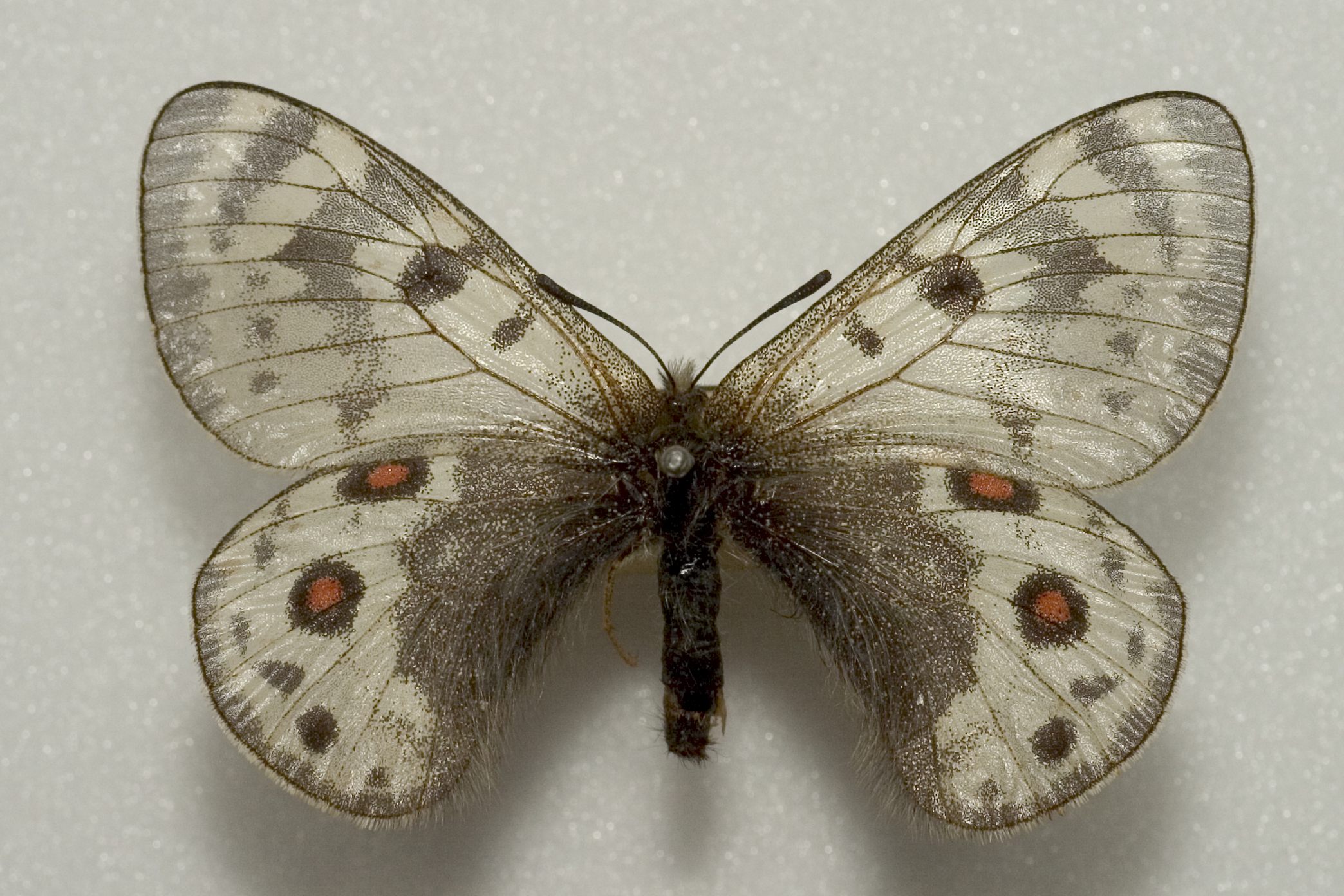
Parnassius acdestis
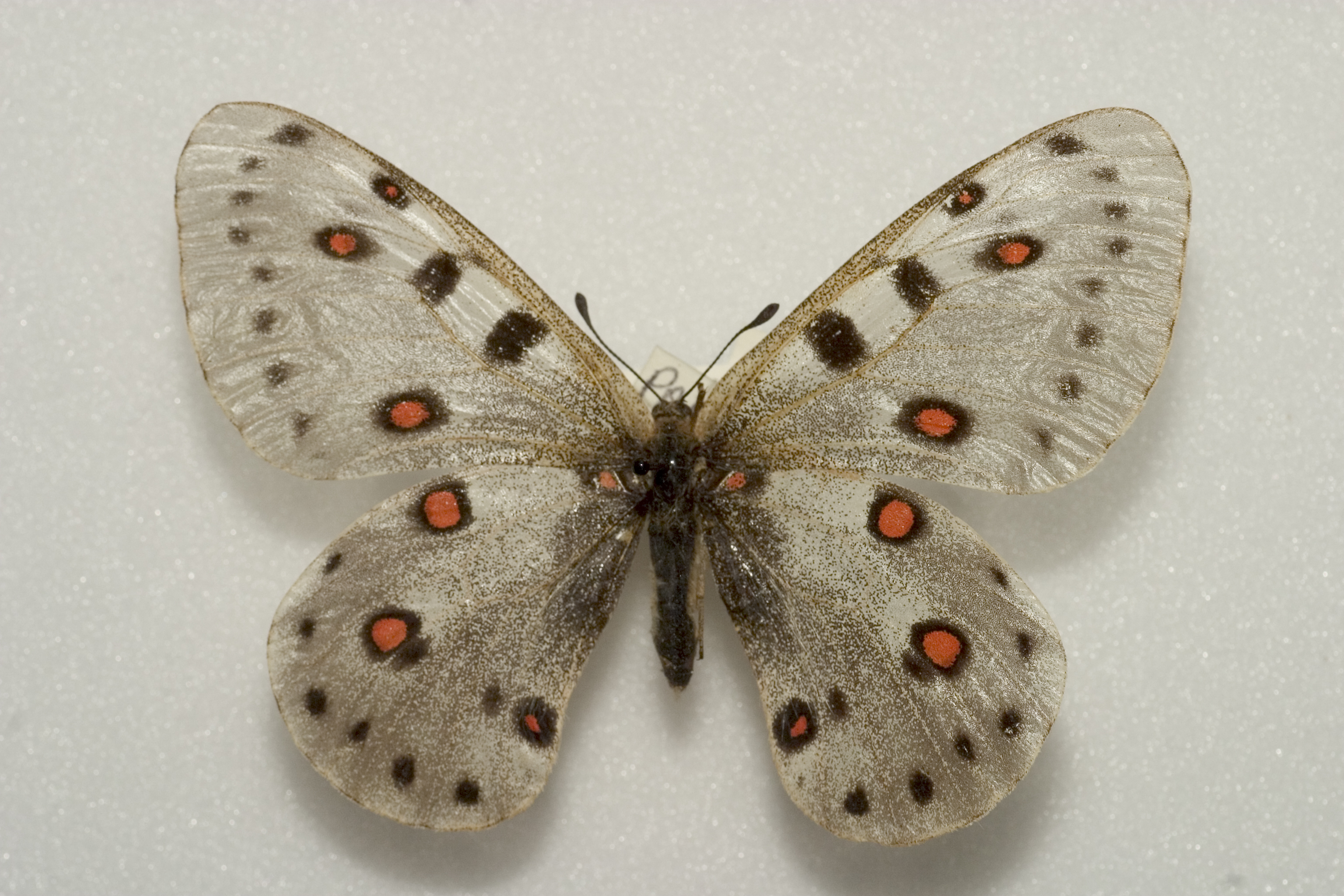
Parnassius apollonius
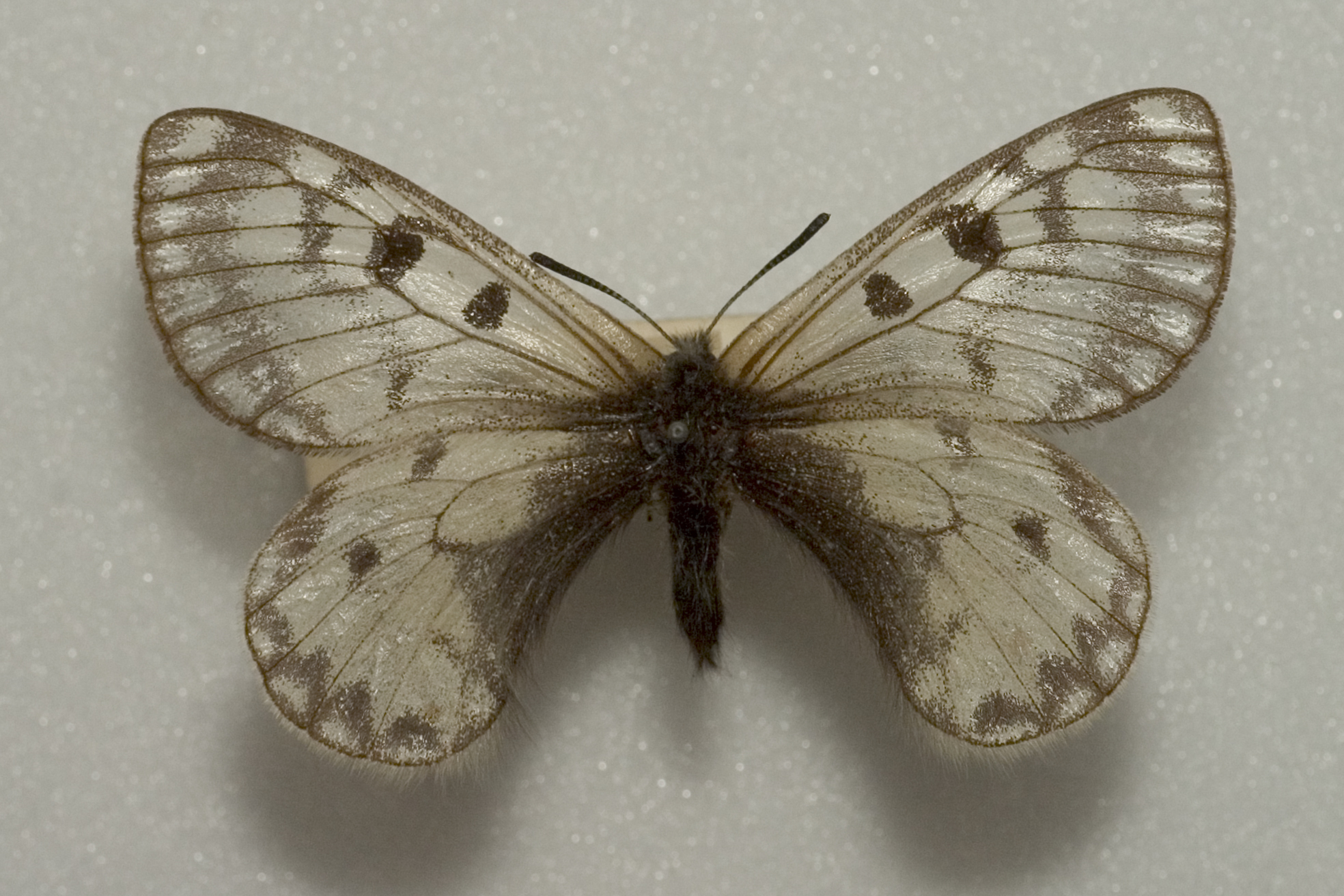
Parnassius boedromius
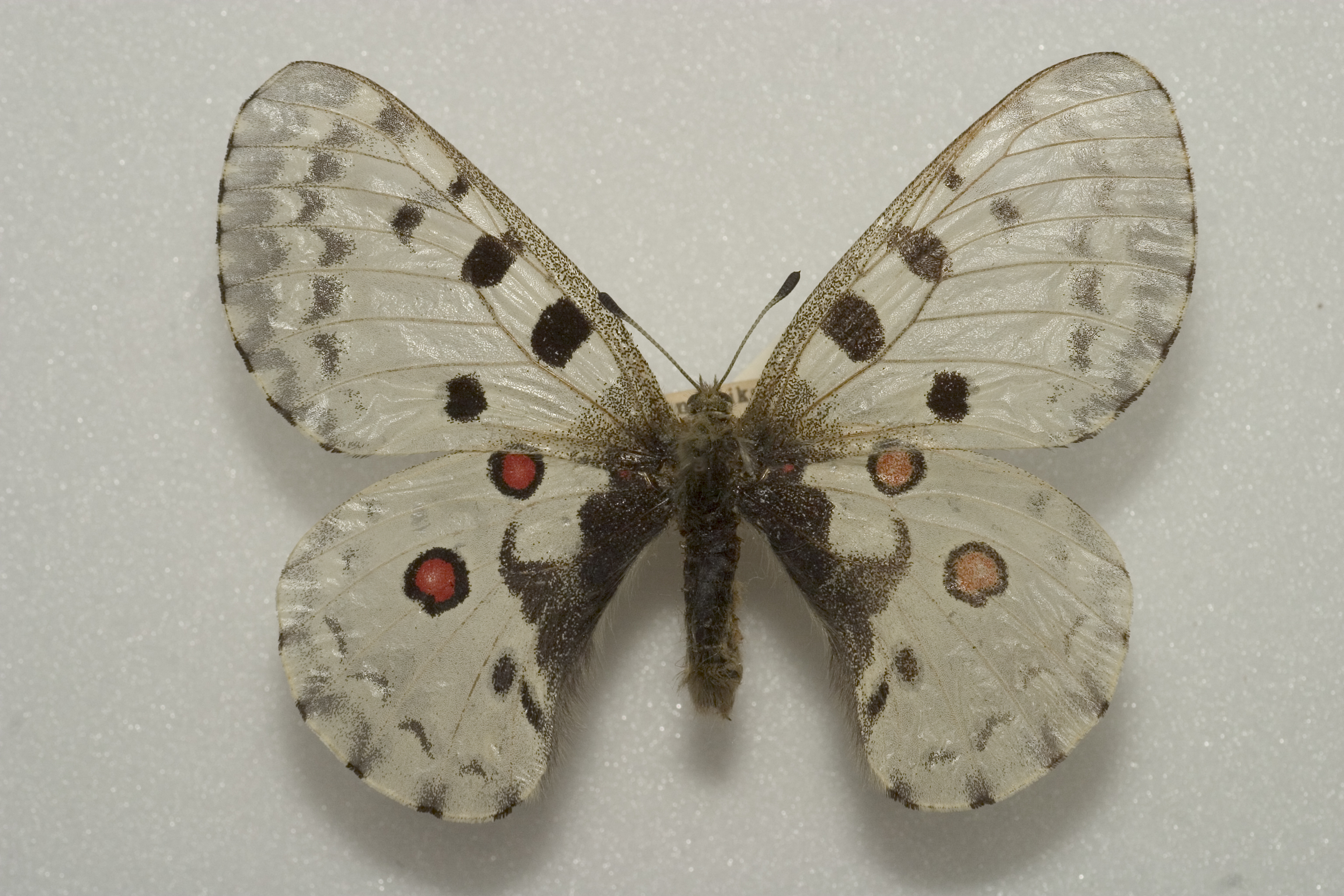
Parnassius nomion
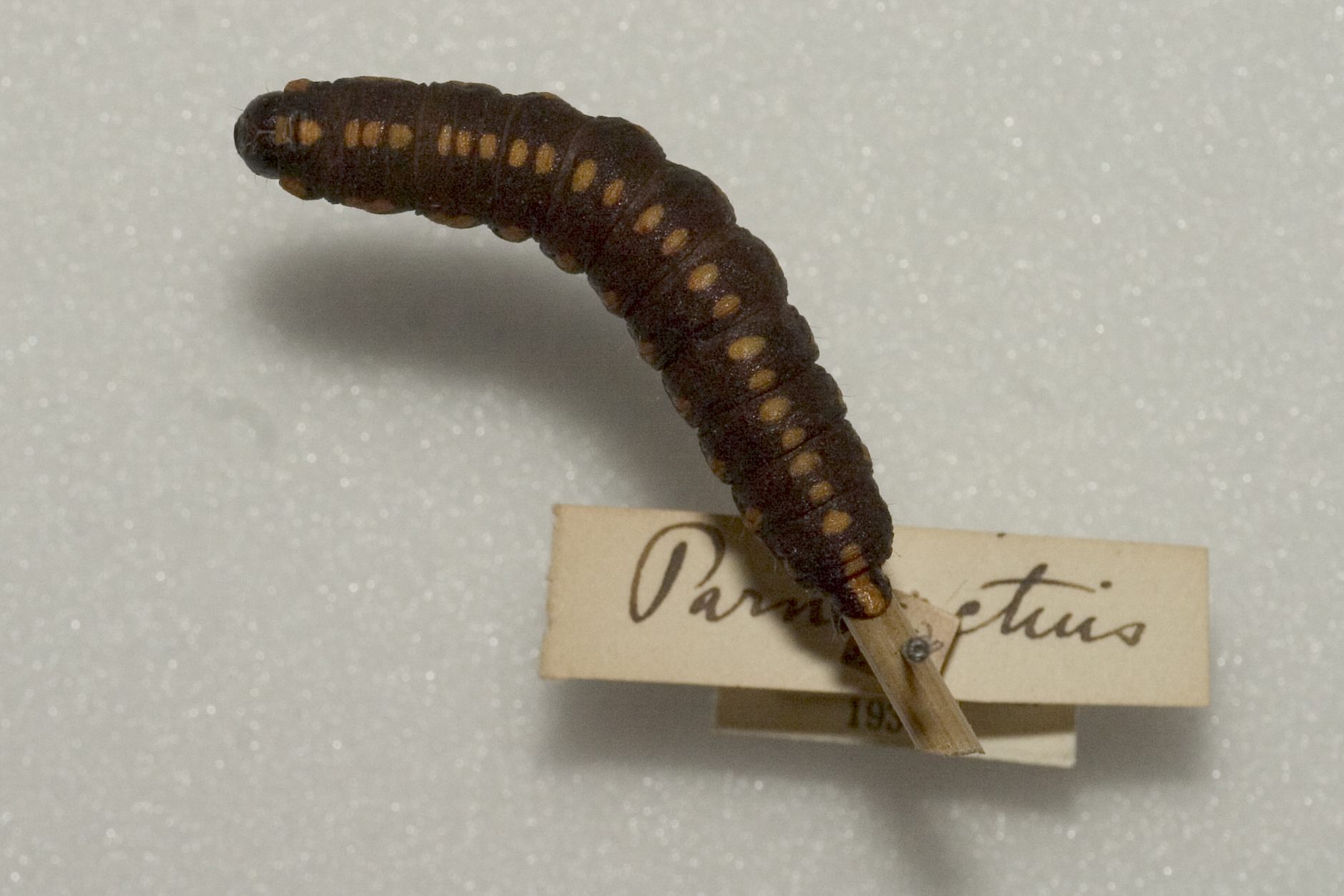
Parnassius actius housenka